# Último Adão

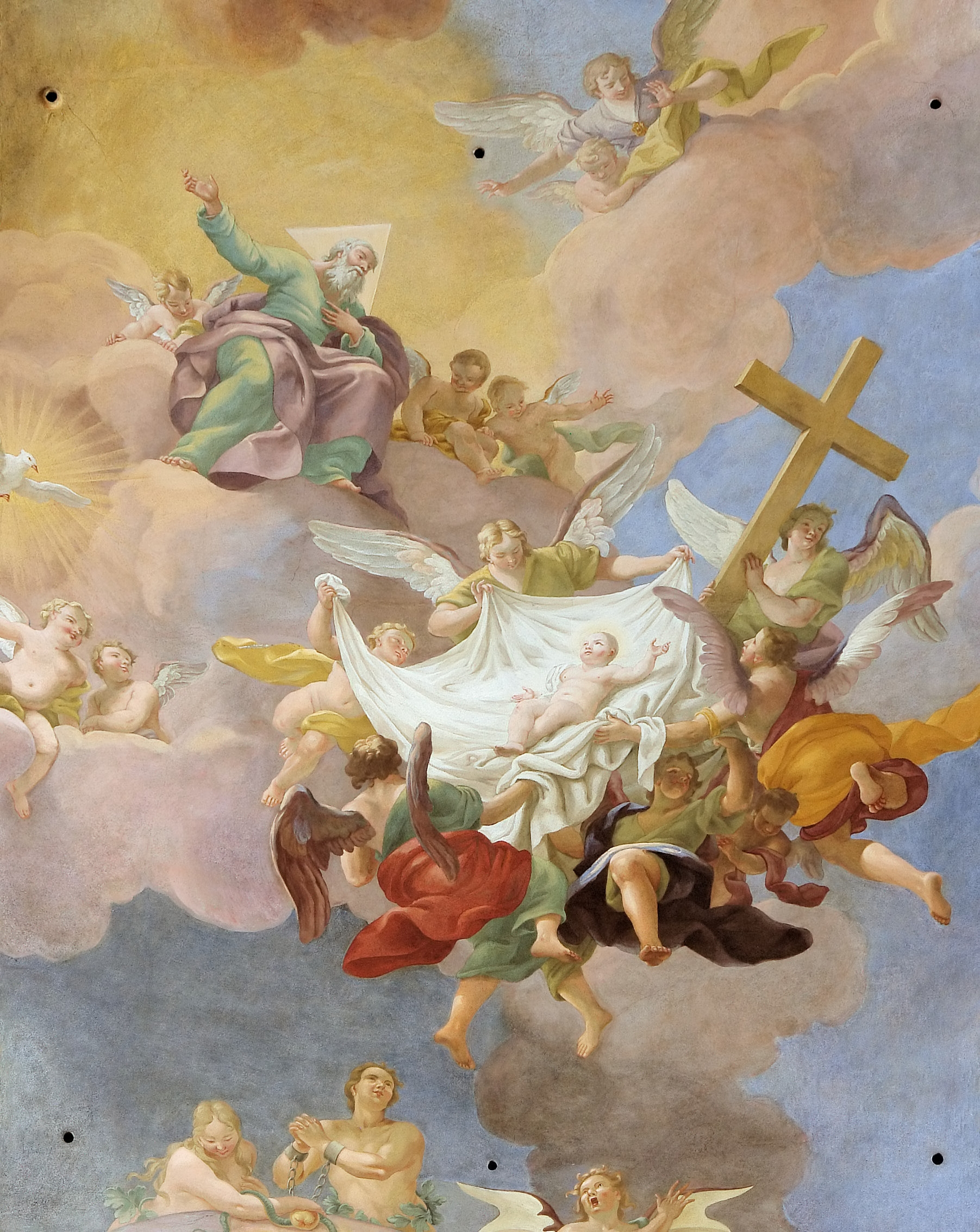
Glória do Novo Cristo em presença de Deus, o Pai e do Espírito Santo. Detalhe de uma pintura de teto de Daniel Gran na Igreja Santa Ana (Viena). Adão e Eva estão retratados abaixo, acorrentados.

"O Último Adão" é um título dado a Jesus no Novo Testamento.Títulos parecidos também se referem a Jesus, como Segundo Adão e Novo Adão.

## Contexto Judaico e Paulino
A Solidariedade sem pecado de Cristo com a raça humana leva a interpretações sobre sua imagem de último Adão ou Adão ideal. Tal como no uso semelhante dos títulos messiânicos e sacerdotais, chamando Jesus de o último Adão mostra seu significado e função do Salvador. Aqui, o símbolo era cheio de significado para toda a raça humana e de toda a sua história.

### A tradição judáica
O Gênesis apresenta à humanidade não apenas o clímax do trabalho da criação de Deus, mas também como feito à Sua imagem e manifestando Seu domínio sobre a terra:
Disse também Deus: Façamos o homem[a] à nossa imagem, conforme a nossa semelhança: domine ele sobre os peixes do mar, sobre as aves do céu, sobre os animais domésticos, sobre toda a terra[b] e sobre todo o réptil que se arrasta sobre a terra. Criou, pois, Deus o homem[c] à sua imagem, à imagem de Deus o criou;[d] homem e mulher os criou.
_______

a. Gênesis 1:26 Heb Adão

b. Gênesis 1:26 Sir: Heb sobre toda a terra

c. Gênesis 1:27 Heb Adão

d. Gênesis 1:27 Heb o criou
Os próximos dois capítulos do Gênesis repetem a história da criação da humanidade e acrescenta a história sobre Adão e Eva caindo em tentação.
As Escrituras também lembram Adão como aquele que pecou e trouxe a morte para a humanidade (Primeira Epístola aos Coríntios 15:21-22). Algumas passagens bíblicas nomeiam Eva como a primeira responsável em cair em tentação: "Pois Adão foi formado primeiro, depois Eva. Adão não foi seduzido, mas a mulher é que, deixando-se iludir, caiu na transgressão;" (1 Timóteo2:13-14).

### A representação Paulina

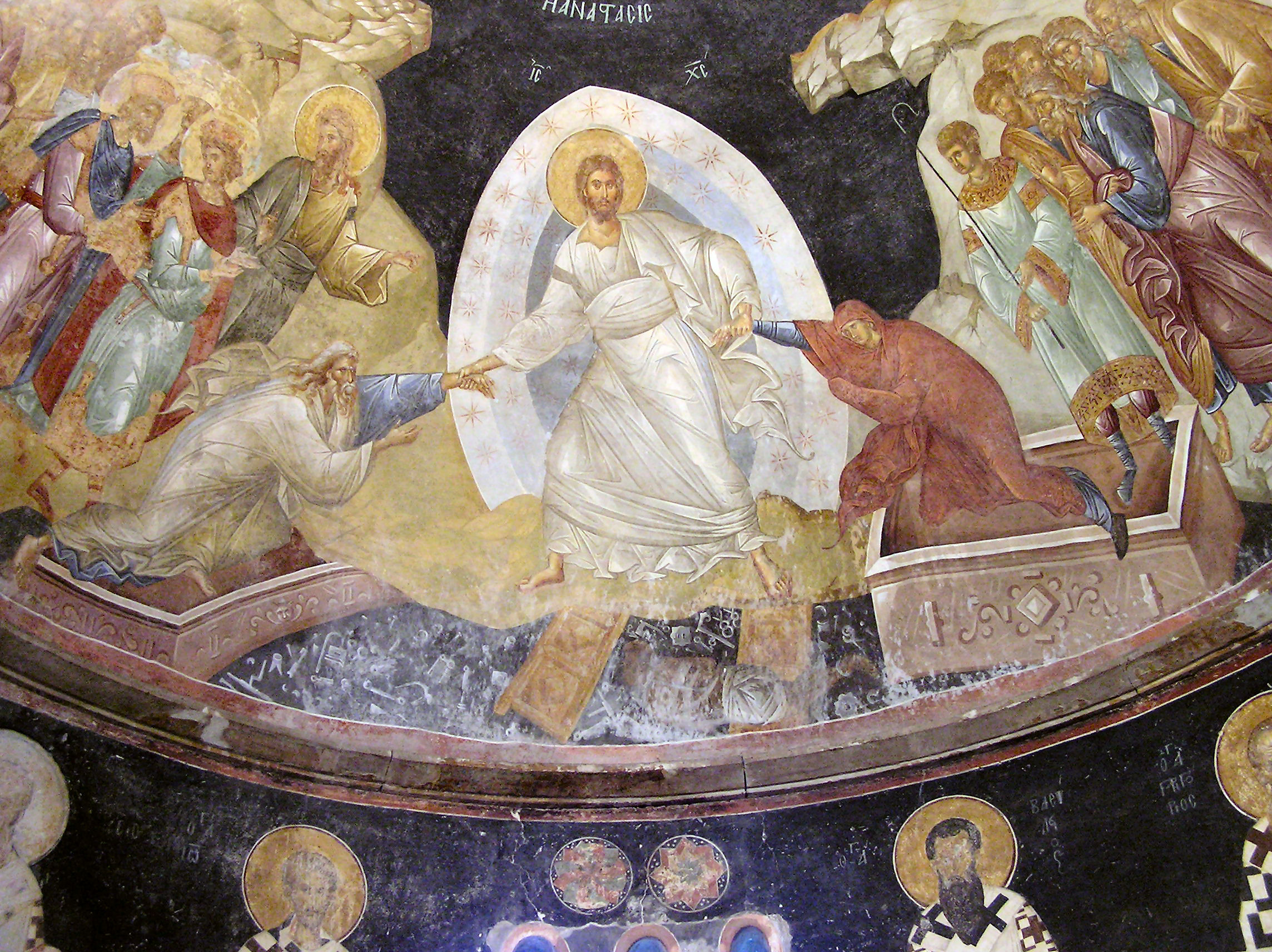
Jesus puxa Adão e Eva fora das suas sepulturas. Igreja de São Salvador em Chora, Istambul.

O apóstolo Paulo contrasta Adão e Cristo como duas personalidades coletivas ou expoentes e viu os seres humanos como com a imagem de Adão e Cristo.Onde a desobediência de Adão significa o pecado e a morte para todos, a obediência de Cristo busca reparar o prejuízo devido a Adão trazendo a justiça e a abundância da graça. Como um "espírito tonificante", o último Adão, ressuscitou dos mortos e nos transforma através da ressurreição em um celestial, a existência espiritual.